# Liste von Bergwerken in Wittgenstein
Die Liste von Bergwerken in Wittgenstein umfasst Bergwerke im Wittgensteiner Land, unterteilt in die Gemeinden Bad Berleburg, Bad Laasphe und Erndtebrück.
Die Gewinnung von Dachschiefer um Raumland und Dotzlar ist seit dem 16. Jahrhundert bekannt.
Erzbergbau im Wittgensteinerland hatte eine eher geringe Bedeutung. Erwähnenswert ist der Silber- und Bleierzabbau der Grube Gonderbach bei Hesselbach.

## Liste

### Bad Berleburg
| Name                  | Ortsteil                 | Bergrevier     | Beginn     | Ende        | Teufe | Anmerkungen | Lage | Bild |
| --------------------- | ------------------------ | -------------- | ---------- | ----------- | ----- | --- | ---- | ---- |
| Albrechtssegen        | Richstein                | Bergamt Siegen | 1860 (um)  |             |       | Eisen |      |      |
| Am Bilsberg           | Schwarzenau              | Bergamt Siegen | 1611       |             |       | Eisen; über der Aue |      |      |
| Am Lichtenberg        | Diedenshausen            | Bergamt Siegen | 1676       |             |       | [ 2 ] |      |      |
| An der Helle          | Diedenshausen            | Bergamt Siegen | 1676       |             |       | [ 2 ] |      |      |
| Anna Elise            | Elsoff / Schwarzenau     | Bergamt Siegen | 1866 (um)  |             |       | Eisen |      |      |
| Antonie               | Wingeshausen             | Bergamt Siegen | 1886       | 1894        |       | Schurfpingen in der Tiefkammer am Schneidersberg; Mutung 1890                                                                           | Lage |      |
| Bärenkopf             | Richstein                | Bergamt Siegen | 1888 (um)  |             |       | Mangan |      |      |
| Bertha                | Richstein / Sassenhausen | Bergamt Siegen | 1867 (um)  |             |       | Eisen |      |      |
| Burg                  | Dotzlar                  | Bergamt Siegen |            |             |       | Schiefer; Stollen; westl. des Ortes | Lage |      |
| Caroline              | Elsoff / Schwarzenau     | Bergamt Siegen | 1878 (um)  |             |       | Eisen |      |      |
| Catharina Segen       | Richstein                | Bergamt Siegen | 1620       |             |       | Eisen; auch Catharinensegen genannt |      |      |
| Charlotte             | Wingeshausen             | Bergamt Siegen | 1888 (vor) |             |       | Eisen, Zink, Blei, Kupfer; verfallener Stollen; auch Mühlenköpfchen genannt; 10 m westl. des Wohnhaus Behnke                            |      |      |
| Delle                 | Raumland                 | Bergamt Siegen | 1860       | 1923        |       | Schiefer; seit 1983 Besucherbergwerk | Lage |      |
| Eisenstein            | Renfte                   | Bergamt Siegen |            |             |       | Schiefer | Lage |      |
| Eisenzeche            | Aue                      | Bergamt Siegen | 1884 (um)  |             |       | Eisen; an der Bilsburg; Stollen vom kleinen Heilbach in Richtung Bilsburg; 1945 durch die amerikanischen Besatzer zugeschüttet          |      |      |
| Erbprinz Ludwig       | Richstein / Sassenhausen | Bergamt Siegen | 1867 (um)  |             |       | Eisen |      |      |
| Fredlar               | Bad Berleburg            | Bergamt Siegen |            |             |       | Schiefer (Tagebau) | Lage |      |
| Friedrich Carl        | Elsoff                   | Bergamt Siegen | 1885 (um)  |             |       | Eisen |      |      |
| Friedrichssegen       | Richstein                | Bergamt Siegen | 1860 (um)  |             |       | Eisen |      |      |
| Fürst Bismark         | Aue                      | Bergamt Siegen |            |             |       | Eisen; oben an der Bilsburg |      |      |
| Graf Casimir          | Bad Berleburg            | Bergamt Siegen | 1713       |             |       | über dem Berleburger Schloß |      |      |
| Haindell              | Richstein                | Bergamt Siegen |            |             |       | Eisen; Tagebau und Stollen | Lage |      |
| Heinrichssegen        | Aue                      | Bergamt Siegen | 1865-12-11 |             |       | Eisen; am 26. April 1867 verliehen; zwei Stollen                                                                                        | Lage |      |
| Heinrichssegen        | Raumland                 | Bergamt Siegen | 1859       |             |       | Schiefer; Stollen |      |      |
| Hesslar               | Raumland                 | Bergamt Siegen | 1863       | 1973        |       | Schiefer; am Eisenstein |      |      |
| Honert                | Arfeld                   | Bergamt Siegen |            |             |       | Schiefer; zwei Stollen (einer mehrere hundert Meter lang, Mutungsstollen mit 30 m Länge Lage)                                           | Lage |      |
| Hörre I               | Raumland                 | Bergamt Siegen | 1717       | 1934        |       | Schiefer; 1864 Konsolidation mehrerer Felder; 1877 Tiefbau; 6 km langes Stollensystem; bis 800 m Teufe                                  |      |      |
| Hörre II              | Raumland                 | Bergamt Siegen |            | 1973        |       | Schiefer | Lage |      |
| Horst                 | Richstein / Sassenhausen | Bergamt Siegen | 1888 (um)  |             |       | Mangan |      |      |
| Johannette            | Elsoff                   | Bergamt Siegen | 1899 (um)  |             |       | Eisen |      |      |
| Ludwigssegen          | Schwarzenau              | Bergamt Siegen | 1860 (um)  |             |       | Eisen |      |      |
| Kapplerbracht         | Wingeshausen             | Bergamt Siegen | 1780 (um)  | 1790        |       | Eisen; 14 Belegschaftsmitglieder | Lage |      |
| (An der) Kapplermühle | Wingeshausen             | Bergamt Siegen | 1717       |             |       | Stollen mit mind. 450 m |      |      |
| Köpfchen              | Raumland                 | Bergamt Siegen | 1860       | 1890        |       | Schiefer | Lage |      |
| Langes Hoffnung       | Puderbach                | Bergamt Siegen | 1860 (um)  |             |       | Eisen |      |      |
| Limburg               | Raumland                 | Bergamt Siegen | 1816       | 1864        |       | Schiefer | Lage |      |
| Maria                 | Puderbach                | Bergamt Siegen | 1859 (um)  |             |       | Eisen |      |      |
| Maria Charlotte       | Wemlighausen             | Bergamt Siegen | 1713       |             |       | über dem Hammer von Wemlighausen |      |      |
| Minna                 | Schwarzenau              | Bergamt Siegen | 1874 (um)  |             |       | Eisen |      |      |
| Morgenröthe           | Beddelhausen             | Bergamt Siegen | 1860 (um)  |             |       | Eisen |      |      |
| Neuschlebusch IV      | Wingeshausen             | Bergamt Siegen | 1611       |             |       | Zinkblende, Eisen, Blei, Kupfer; wohl identisch mit ehemaligem Bergwerk am Homberg; Stollen mit mind. 350 m Länge; in den Akten ab 1867 | Lage |      |
| Paulssegen            | Beddelhausen             | Bergamt Siegen | 1860 (um)  |             |       | Eisen |      |      |
| Reichen Segen Gottes  | Dotzlar                  | Bergamt Siegen | 1713       |             |       | zwischen Dotzlar und Raumland |      |      |
| Richard               | Dotzlar                  | Bergamt Siegen |            | 1945 (nach) |       | Schiefer |      |      |
| Richsteing            | Richstein                | Bergamt Siegen | 1881 (um)  |             |       | Eisen, Mangan |      |      |
| Rudolfsgraben         | Elsoff                   | Bergamt Siegen |            |             |       | Kupfer; Stollen | Lage |      |
| Sonnenblick           | Beddelhausen             | Bergamt Siegen | 1860 (um)  |             |       | Eisen |      |      |
| St. Josephssegen      | Elsoff                   | Bergamt Siegen | 1868 (um)  |             |       | Kupfer |      |      |
| Stollen               | Aue                      | Bergamt Siegen | 1884       |             |       | Eisen ?; an der Bilsburg; Stollen mit ca. 100 m Länge                                                                                   | Lage |      |
| Stollen               | Raumland                 | Bergamt Siegen |            |             |       | Schiefer; Stollen; Mutung; südl. des Ortes; südlich Grube Köpfchen                                                                      | Lage |      |
| Stollen               | Wingeshausen             | Bergamt Siegen |            |             |       | in der Wester vorm Rohrbach an dem Fußweg zum Homberg; Stollen mit 20 m Länge                                                           | Lage |      |
| Stollen               | Wingeshausen             | Bergamt Siegen |            |             |       | am Schnabel; Stollen mit 32,5 m Länge                                                                                                   | Lage |      |
| Stollen               | Wingeshausen             | Bergamt Siegen | 1900 (vor) |             |       | Erzschurf; beim alten Haus Kunze am Priesterweg; Stollen mit mehreren Metern Länge; Luftschutzbunker im 2. Weltkrieg                    |      |      |
| Stollen               | Wingeshausen             | Bergamt Siegen | 1900 (vor) |             |       | am Haus Heyer; am Röllchen; Stollen mit Holzverbauung; hinter Setzmauer aus Steinen                                                     |      |      |
| Stollen               | Wingeshausen             | Bergamt Siegen |            |             |       | 50 m hinter dem Ortsschild Wingeshausen; 1950 verfüllt                                                                                  |      |      |
| Stollen               | Wingeshausen             | Bergamt Siegen |            |             |       | bei der alten Mühle; 12 m langer Stollen; heute zugemauert                                                                              |      |      |
| Stollen an der Hörre  | Raumland                 | Bergamt Siegen |            |             |       | Schiefer; nordöstl. von Raumland | Lage |      |
| Stollen Beddelhausen  | Beddelhausen             | Bergamt Siegen |            |             |       | [ 4 ] | Lage |      |
| Stollen Beddelhausen  | Beddelhausen             | Bergamt Siegen |            |             |       | Eisen |      |      |
| Stollen Edertal       | Wingeshausen             | Bergamt Siegen |            |             |       | [ 4 ] | Lage |      |
| Stollen Eichendorf    | Eichendorf               | Bergamt Siegen |            |             |       | Schiefer; nördlich Rinthe an der Landstraße gen Berghausen                                                                              | Lage |      |
| Stollen Rohrbach      | Wingeshausen             | Bergamt Siegen |            |             |       | Stollen; nördl. Wingeshausen | Lage |      |
| Stollen Saletal       | Diedenshausen            | Bergamt Siegen |            |             |       | Eisenerz; Mutung; kurzer Stollen | Lage |      |
| Thekla                | Richstein / Puderbach    | Bergamt Siegen | 1867 (um)  |             |       | Eisen |      |      |
| Trajan                | Wunderthausen            | Bergamt Siegen | 1925 (um)  |             |       | Schwefelkies |      |      |
| Vorliebe              | Beddelhausen             | Bergamt Siegen | 1860 (um)  |             |       | Eisen |      |      |
| Winterfeld            | Richstein / Arfeld       | Bergamt Siegen | 1860 (um)  |             |       | Eisen; nordwestlich Richstein | Lage |      |
| Wittgenstein I        | Richstein                | Bergamt Siegen | 1888 (um)  |             |       | Mangan |      |      |
| Wittgenstein I        | Richstein                | Bergamt Siegen | 1888 (um)  |             |       | Mangan |      |      |
| Wittgenstein II       | Richstein                | Bergamt Siegen | 1888 (um)  |             |       | Mangan |      |      |
| Wittgenstein III      | Richstein                | Bergamt Siegen | 1888 (um)  |             |       | Mangan |      |      |
| Wittgenstein IV       | Richstein                | Bergamt Siegen | 1888 (um)  |             |       | Mangan |      |      |
| Zur schönen Aussicht  | Beddelhausen             | Bergamt Siegen | 1860 (um)  |             |       | Eisen |      |      |

### Bad Laasphe
| Name               | Ortsteil                          | Bergrevier     | Beginn     | Ende | Teufe | Anmerkungen | Lage | Bild |
| ------------------ | --------------------------------- | -------------- | ---------- | ---- | ----- | --- | ---- | ---- |
| Alexander Carl     | Fischelbach                       | Bergamt Siegen |            |      |       | [ 2 ] |      |      |
| Alexandershoffnung | Hesselbach                        | Bergamt Siegen | 1770 (um)  |      |       | Silber, Blei (Rotgültigerzabbau), Kupfer; Stollen mit ca. 250 m Länge; zu Gonderbach; Rechte liegen beim Fürsten zu Sayn-Wittgenstein (Eintragung 8.03.1876) | Lage |      |
| Amalia             | Fischelbach                       | Bergamt Siegen | 1830 (vor) | 1931 |       | [ 6 ] [ 2 ] |      |      |
| Amalie             | Hesselbach                        | Bergamt Siegen |            |      |       | [ 2 ] |      |      |
| Andreassegen       | Weide / Rückershausen / Feudingen | Bergamt Siegen | 1900 (um)  |      |       | Blei, Schwefelkies |      |      |
| Armer Mann         | Fischelbach                       | Bergamt Siegen |            |      |       | [ 9 ] | Lage |      |
| Auguste            | Volkholz / Feudingen / Großenbach | Bergamt Siegen | 1901 (um)  |      |       | Eisen |      |      |
| Berghäuschen       | Hesselbach                        | Bergamt Siegen | 1860 (um)  |      |       | Bleiglanz, Kupfer; Lage dicht an der Landesgrenze | Lage |      |
| Bergsegen          | Banfe                             | Bergamt Siegen | 1862 (um)  |      |       | Eisen |      |      |
| Bismarck           | Oberndorf / Rückershausen         | Bergamt Siegen | 1883 (um)  |      |       | Eisen |      |      |
| Bracht             | Bad Laasphe / Sassmannhausen      | Bergamt Siegen | 1899 (um)  |      |       | Eisen |      |      |
| Carolinenglück     | Fischelbach                       | Bergamt Siegen | 1860 (um)  |      |       | Blei |      |      |
| Charlotte          | Holzhausen                        | Bergamt Siegen | 1860 (um)  |      |       | Eisen |      |      |
| Christian          | Feudingen                         | Bergamt Siegen | 1874 (um)  |      |       | Eisen |      |      |
| Christiana         | Niederlaasphe                     | Bergamt Siegen | 1861 (um)  |      |       | Eisen |      |      |
| Elisabeth          | Hesselbach                        | Bergamt Siegen | 1866 (um)  |      |       | Blei |      |      |
| Friedrichshoffnung | Fischelbach                       | Bergamt Siegen | 1750 (um)  |      |       | Kupfer; zu Gonderbach |      |      |
| Glücksborn         | Fischelbach                       | Bergamt Siegen | 1884 (um)  |      |       | Eisen, Blei, Kupfer |      |      |
| Glücksstern        | Banfe                             | Bergamt Siegen | 1882 (um)  |      |       | Eisen |      |      |
| Gonderbach         | Banfe / Fischelbach               | Bergamt Siegen | 1350       | 1939 | 100 m | Silber, Blei, Kupfer; ehemals Friedrichshoffnung; im Gonderbachtal im fußnahen Südhang des Laykopfs auf etwa 470 m; Tiefbau ab 12. August 1854; 1820 Pariser und Tiefer Stollen, wenig später Amalienstollen; 1864 Alexanderschacht (100 m); 1909 Ludwigstollen; bis zu 78 Belegschaftsmitglieder; seit 2016 Ludwigstollen zur Trinkwassergewinnung verwendet; Rechte liegen beim Fürsten zu Sayn-Wittgenstein (Eintragung 29.10.1855) | Lage |      |
| Gottessegen        | Hesselbach                        | Bergamt Siegen | 1860 (um)  |      |       | Blei; Gottessegenstollen; Erbprinzstollen | Lage |      |
| Gute Hoffnung      | Holzhausen                        | Bergamt Siegen | 1883 (um)  |      |       | Eisen |      |      |
| Hangelsbach        | Bad Laasphe                       | Bergamt Siegen |            |      |       | [ 16 ] |      |      |
| Hannchen           | Volkholz                          | Bergamt Siegen | 1860 (um)  |      |       | Eisen |      |      |
| Heimannsfeld       | Hesselbach                        | Bergamt Siegen | 1857 (um)  |      |       | Blei, Silber, Kupfer |      |      |
| Heinrichsegen      | Hesselbach                        | Bergamt Siegen | 1863 (um)  |      |       | Silber, Blei, Kupfer |      |      |
| Hermann            | Niederlaasphe                     | Bergamt Siegen | 1873 (um)  |      |       | Eisen |      |      |
| Hermine            | Fischelbach                       | Bergamt Siegen |            |      |       | nahe Zufriedenheit |      |      |
| Hoffnung           | Volkholz / Banfe / Feudingen      | Bergamt Siegen | 1898 (um)  |      |       | Eisen |      |      |
| Karolinenglück     | Fischelbach                       | Bergamt Siegen |            |      |       | [ 2 ] | Lage |      |
| Kyaeldraht         | Fischelbach ?                     | Bergamt Siegen | 1575       |      |       | Eisen; Harfeid, Nähe Gasthaus |      |      |
| Löwertsgrube       | Bad Laasphe                       | Bergamt Siegen | 1800 (um)  |      |       | [ 2 ] |      |      |
| Mächtig            | Fischelbach                       | Bergamt Siegen |            | 1861 |       | Blei, Silber, Kupfer; an der Eichert | Lage |      |
| Morgenstern        | Hesselbach                        | Bergamt Siegen | 1879-10-09 |      |       | Blei; Rechte liegen beim Fürsten zu Sayn-Wittgenstein |      |      |
| Mühlhelle          | Fischelbach                       | Bergamt Siegen |            |      |       | Kupfer, Blei; in der Mühlhelle |      |      |
| Neue Mühlhelle     | Banfe                             | Bergamt Siegen | 1860 (um)  | 1884 |       | Kupfer, Blei; auch Neu-Mühlhelle genannt; Stollen in der Mühlhelle | Lage |      |
| Salnbach           | Bad Laasphe                       | Bergamt Siegen |            |      |       | [ 16 ] |      |      |
| Trauberg           | Holzhausen                        | Bergamt Siegen | 1860 (um)  |      |       | Eisen |      |      |
| Victoria           | Holzhausen                        | Bergamt Siegen | 1888 (um)  |      |       | Eisen, Blei, Mangan |      |      |
| Wilhelm            | ?                                 | Bergamt Siegen | 1879-10-09 |      |       | Blei, Kupfer; Rechte liegen beim Fürsten zu Sayn-Wittgenstein |      |      |
| Zufriedenheit      | Fischelbach                       | Bergamt Siegen |            |      |       | nahe Hermine |      |      |
| Zuversicht         | Fischelbach                       | Bergamt Siegen |            | 1863 |       | Blei; am Ziegenrain | Lage |      |

### Erndtebrück
| Name               | Ortsteil                      | Bergrevier     | Beginn    | Ende | Teufe                                                                   | Anmerkungen                                                                                                  | Lage | Bild |
| ------------------ | ----------------------------- | -------------- | --------- | ---- | ----------------------------------------------------------------------- | --- | ---- | ---- |
| Alexander          | Ludwigseck                    | Bergamt Siegen | 1890      | 1893 |                                                                         | Eisen, Mangan, Kupfer; 1890–93 Arbeiten mit 1–3 Mann; dreimal gemutet                                        |      |      |
| Alexander II       | Ludwigseck                    | Bergamt Siegen | 1890      |      |                                                                         | Eisen, Mangan; Mutung im Wiesengrund Dörnbach                                                                |      |      |
| Alexander III      | Ludwigseck                    | Bergamt Siegen | 1890      |      |                                                                         | Eisen, Mangan; Mutung im Wiesengrund Dörnbach                                                                |      |      |
| Adolf              | Bergamt Siegen                | 1890/91        |           |      | Silber, Blei, Kupfer, Mangan; südlicher Fuß Lichteholz; neunmal gemutet | |      |      |
| Auerhahn           | Ludwigseck                    | Bergamt Siegen | 1882      |      |                                                                         | Blei, Kupfer, Eisen, Sn; Mutung am Jagdberg                                                                  |      |      |
| Auguste            | Erndtebrück                   | Bergamt Siegen | 1890      |      |                                                                         | Eisen, Mangan; am Gebirge Hachenborn                                                                         |      |      |
| Balds Hoffnung     | Erndtebrück                   | Bergamt Siegen | 1870/72   |      |                                                                         | Eisen, Silber, Nickel, Kupfer; südlicher Fuß Lichteholz; dreimal gemutet                                     |      |      |
| Baldstern          | Erndtebrück                   | Bergamt Siegen | 1870      |      |                                                                         | Eisen, Silber, Nickel, Kupfer; Flur II, Nr. 239; zweimal gemutet                                             |      |      |
| Eintracht          | Erndtebrück / Amtshausen      | Bergamt Siegen | 1884      |      |                                                                         | Eisen, Silber, Blei, Kupfer; am Ebschloh; Berechtigung 1890 verlängert                                       |      |      |
| Eisenkaute         | Erndtebrück                   | Bergamt Siegen | 1865/66   |      |                                                                         | Blei, Eisen, Kupfer; Flur IV, Nr. 273/4 neben dem Wohnhaus in der Kaute; zweimal gemutet                     |      |      |
| Fortuna            | Birkelbach                    | Bergamt Siegen | 1868 (um) |      |                                                                         | Eisen |      |      |
| Fortuna            | Aue / Birkelbach / Birkenfeld | Bergamt Siegen | 1885 (um) |      |                                                                         | Eisen |      |      |
| Freudenberg        | Womelsdorf                    | Bergamt Siegen | 1891      |      |                                                                         | Eisen, Mangan; Mutung im District Struth, Flur I, No. 49 am Sand                                             |      |      |
| Germania           | Erndtebrück                   | Bergamt Siegen | 1890      |      |                                                                         | Eisen, Mangan; Mutung am Weg No. 679/40                                                                      |      |      |
| Germania II        | Erndtebrück                   | Bergamt Siegen | 1890      |      |                                                                         | Eisen, Mangan; Mutung im Herrnseifen                                                                         |      |      |
| Glücksanfang       | Benfe/Ludwigseck              | Bergamt Siegen | 1882      |      |                                                                         | Silber, Blei, Kupfer, Eisen; Mutung am Jagdberg                                                              |      |      |
| Grüner Baum        | Erndtebrück                   | Bergamt Siegen | 1883      |      |                                                                         | Eisen, Blei, Kupfer; Mutung in der Feldflur Lein?                                                            |      |      |
| Hamania            | Erndtebrück                   | Bergamt Siegen | 1890      |      |                                                                         | Eisen, Mangan; an der Große Stoß; Mutung                                                                     |      |      |
| Hannah             | Benfe/Ludwigseck              | Bergamt Siegen | 1890      |      |                                                                         | Blei, Kupfer, u. a.; Mutung am Beierbachsrücken                                                              |      |      |
| Heinrichshoffnung  | Erndtebrück                   | Bergamt Siegen | 1866      |      |                                                                         | Eisen, Silber, Blei, Kupfer; Mutung am westlichen Mittelhang des Steimels                                    |      |      |
| Heinrich Ludwig    | Schameder                     | Bergamt Siegen | 1918      |      |                                                                         | Eisen, Mangan; Mutung Flur I, Nr. 68                                                                         |      |      |
| Hirschkopf         | Erndtebrück                   | Bergamt Siegen | 1884      |      |                                                                         | Eisen, Silber, Blei, Kupfer; Mutung im Benfetal am Ebschloh zwischen Franks Pool und dem dem gr. Steinbruch. |      |      |
| Johann Heinrich    | Womelsdorf                    | Bergamt Siegen | 1899      |      |                                                                         | Eisen, Kupfer, Eisen, Schwefelkies; Mutung in der Struth, Flur I, No. 314/0.90                               |      |      |
| Löwenstein         | Ludwigseck                    | Bergamt Siegen | 1890      |      |                                                                         | Eisen, Mangan; Mutung am Gebirge Dörnbach                                                                    |      |      |
| Ludwigszeche       | Ludwigseck                    | Bergamt Siegen | 1883      |      |                                                                         | Eisen; Mutung in der Birkenhecke                                                                             |      |      |
| Martinshaardt      | Erndtebrück                   | Bergamt Siegen | 1883      |      |                                                                         | Eisen, Blei, Kupfer; Feldflur IV; im Herrnseifen                                                             |      |      |
| Morgenstern        | Erndtebrück                   | Bergamt Siegen | 1890      |      |                                                                         | Eisen, Mangan; im Herrnseifen                                                                                |      |      |
| Nordstern          | Erndtebrück                   | Bergamt Siegen | 1874      |      |                                                                         | Eisen; Mutung am Fuß des Ebschlohs                                                                           |      |      |
| Prinz Albrecht     | Ludwigseck                    | Bergamt Siegen | 1891      |      |                                                                         | Eisen, Mangan; Mutung am Zimmerplatz; Mutung viermal erneuert                                                |      |      |
| Rothmann           | Niederlaasphe                 | Bergamt Siegen | 1860 (um) |      |                                                                         | Eisen |      |      |
| Rundeswäldchen     | Erntebrück                    | Bergamt Siegen |           |      |                                                                         | Eisen; Freudenberg-Stollen                                                                                   |      |      |
| Unsichtbares Glück | Ludwigseck                    | Bergamt Siegen | 1884      |      |                                                                         | Eisen; Mutung am Gebirge Dörnbach; dreimal gemutet                                                           |      |      |
| Wilhelm            | Erndtebrück                   | Bergamt Siegen | 1866      |      |                                                                         | Eisen; Mutung auf einem Feldweg zwischen auf dem Waberich und auf dem Köpfchen                               |      |      |
| Wilhelm II         | Erndtebrück                   | Bergamt Siegen | 1890/91   |      |                                                                         | Eisen, Mangan; im Hernnseifen; viermal gemutet                                                               |      |      |
| Wilhelm II         | Womelsdorf                    | Bergamt Siegen | 1890/91   |      |                                                                         | Eisen, Mangan; Mutung im District Struth, Flur I, No. 297/48                                                 |      |      |

## Nutzung dieser Liste offline
Zur mobilen und offline Nutzung können alle Koordinaten als KML-Datei, bzw. als GPX-Datei heruntergeladen werden.